# 버지니아 랜서즈
| 버지니아 랜서즈 | |
| 콘퍼런스        | |
| 디비전          | |
| 설립연도        | 1983년 (1988년 ECHL 가입) |
| 해체연도        | 1990년 |
| 역사            | 내슈빌 사우스 스타스 (1981년~1983년) 버지니아 랜서즈 (1983년~1990년) 로어노크 밸리 레벨스 (1990년~1992년) 로어노크 밸리 램페이지 (1992년~1993년) 헌츠빌 블래스트 (1993년~1994년) 탤러해시 타이거 샤크스 (1994년~2001년) 메이컨 우피 (2001년~2002년) 렉싱턴 맨오워 (2002년~2003년) 유타 그리즐리스 (2005년~현재) |
| 경기장          | 빈턴 스포츠 콤플렉스 |
| 연고지          | 버지니아주 빈턴 |
| 상징색          | 파랑, 빨강, 하양 |
| 구단주          | |
| 단장            | |
| 감독            | |
| NHL 제휴        | |
| AHL 제휴        | |
| 정규시즌 우승   | |
| 콘퍼런스 우승   | |
| 디비전 우승     | |
| 켈리 컵         | |
| 영구 결번       | |

버지니아 랜서즈(Virginia Lancers)는 미국 버지니아주 빈턴을 연고지로 하는 1988년부터 1990년까지 ECHL 소속되었던 아이스 하키팀이다.

## 역대 홈경기장
| 경기장               | 사용기간      | 수용인원 | 장소            | 비고 |
| -------------------- | ------------- | -------- | --------------- | ---- |
| 버지니아 랜서즈      |               |          |                 |      |
| 빈턴 스포츠 콤플렉스 | 1983년~1990년 | 3,400명  | 버지니아주 빈턴 | 빈칸 |